# Леон Фламан
Леон Фламан (фр. Léon Flameng; 30. април 1877 — 2. јануар 1917) је француски бициклиста, који је учествовао на првим Олимпијским играма 1896 у Атини.
Фламан се такмичио у четири дисциплине, трци на 10 километара, трци на 100 километара, спринту и трци на 333 метара. Најбољи резултат остварио је у најдужој трци, у којој је 100 km прешао у времену 3:08:19,2 и освојио златну медаљу. У трци на 10 km, припало му је друго место. Остварио је исти резултат као и победник Пол Масон, 17:54,2 а победника су прогласиле судије које су сматрале да је Масон кроз циљ прошао нешто испред Фламана. У спринту је освојио бронзану медаљу. У најкраћој дисциплини, остварио је време 27.0 s, и поделио пето место са још двојицом такмичара.